# Upplands runinskrifter 193
Upplands runinskrifter 193 är en vikingatida runsten av gnejsgranit i Svista, Össeby-Garns socken och Vallentuna kommun. Runstenen är 1,8 meter hög och 1,36 meter bred. Runhöjden är 6,5-7,5 centimeter. Inskriften är väldigt svårläst och det finns varierade läsningar av den.

## Inskriften
Translitterering av runraden:
kuno auk inkialtr iluhi þoh litu ritu rita stin abtiʀ sihfasta buanta ku-u
Normalisering till runsvenska:
Gunna ok Ingialdr, Illugi, þau letu rettu retta stæin æptiʀ Sigfasta, boanda Gu[nn]u.
Översättning till nusvenska:
Gunna och Ingjald [och] Illuge, de läto uppresa stenen efter Sigfaste, Gunnas man.